# 肖恩·沃德
夏恩·湯瑪士·華德（Shayne Thomas Ward，1984年10月16日—），英國男歌手，於2005年X Factor比賽中獲得冠軍。

## 早年生活
華德1984年生于曼彻斯特Clayton的一个爱尔兰家庭。他有一个关系长久的女友：Faye。他有六个兄弟姐妹, 包括一个双胞胎姐妹Emma。他也是一个曼联的忠实球迷. 在参加X Factor之前, 他和另外两个名为Tracy Murphy 和Tracey LyleWard的女人一起有一个名为Destiny的乐队。他们在酒吧、俱乐部、婚礼上演出。華德还曾经入围Popstars: The Rivals比赛的决赛.
“X Factor”的比赛期间，華德由Louis Walsh指导，Louis Walsh现在是華德在Global Publishing和Walsh Global Management旗下的经理。该比赛由观众投票选取自己喜爱的歌手。華德通过ITV的层筛选，在决赛中战胜了二人组合Journey South和歌手Andy Abraham，以相差1.2%的投票, 收到了来自观众1080万个手机投票。

## X-Factor后生涯

### 2006至2007: 同名专辑《Shayne Ward》
他的第一首单曲《That's My Goal》, 于2005年12月21日在英国发布，并成为2005年的“圣诞节冠军歌曲”(Christmas number one)，且呆在英国榜单上直至2006年6月。 该单曲在发售的当天就卖出313,000拷贝（严格从技术上讲，不是一天之内，因为在正式出版之前的四天里，该歌曲已经通过网络下载的方式销售出七万份。 这使得该歌曲成为史上最快发行单曲中排行第四（前三名分别为第一天销售成绩为685,000的Elton John的《Candle in the Wind》，销售成绩为403,000的Will Young的《Anything Is Possible/Evergreen》，成绩成绩为335,000的Gareth Gates的《Unchained Melody》）。《That's My Goal》后来卖出上百万张拷贝。
他的第二支单曲《No Promises》(翻唱Bryan Rice的歌曲)于2006年4月10日，曾经在英国上榜排名第二。他的同名专辑《Shayne Ward》于4月17日发行，并在发行后前两天就卖出95,000张的销量。截止该星期结束，该专辑以201,266销售量排名第一。该专辑最终在英国的销售量672,000 copies全世界共722,000张。
華德的第三支单曲《Stand by Me》没有和前两首单曲一样取得好成绩，只是以14名的排名进入英国的top20。在爱尔兰，该首歌曲的遭遇较好，达到第九名。
索尼BMG于2006年7月14日在台湾发行了沃德的首张专辑，并在当地取得了巨大的成功。此外他也在南非、北欧地区取得取得空前的反响。
2006年8月, 有报道称沃德已经患有“vocal cord nodules”——一种同样结束了Julie Andrewsthe演唱生涯的疾病——该消息在9月初由一个在洛杉矶 的外科医生传出。他的经理Louis Walsh明确声称沃德的病情会好轉，并且将在月底重新投入工作。2006年11月，他出版了自传《我的故事》(My Story)。他去了不少地方进行签售，所到之处都是成千上万的歌迷。

### 2007至2010：《Breathless 屏息的愛》
華德的第四支單曲《If That's OK with You》，原计划2007年8月20日发行，后来推迟，并和《No U Hang Up》一起成为专辑A面的歌曲。该歌曲于2007年9月24日，并在英国榜单排名第二。《No U Hang Up》和《If That's OK with You》在爱尔兰单独上榜，前者排名11，后者提名第一。
華德的第二張原創專輯《Breathless 屏息的愛》,於2007年11月26日發行。華德说这是一次大胆、性感的改变。 在制作这张专辑前的2007年初，沃德在在英国和爱尔兰巡回演出，从1月底到2月中旬的28天里举办了18场演唱会。此次巡回演出1月21日开始于都柏林，2007年2月17日结束于伯明翰。
專輯屏息的愛中的第二首歌曲《Breathless 屏息的愛》, 於2007年11月19日發行。在200711月10日的“The X Factor”的第四系列现场秀上和200711月19日的“The Paul O'Grady Show”上，沃德都曾经表演了这首令世界整个世界惊艳的《Breathless》。

### 2010至今:《Obsession 意亂情迷》
經過許多風波後, 華德的第三張原創專輯《Obsession 意亂情迷》，終於於2010年11月15日發行。

## 作品目录
以下是一个完整的作品目录，包括了肖恩·沃德每一张专辑和单曲：

### 专辑
| 数据统计 | 收录单曲                                                        |
| --- | --------------------------------------------------------------- |
| 《Shayne Ward》 - 发行日期: 2006年4月17日 - 亚洲2006年7月14日 - 各国榜单最高排名: - 第一： 英国、爱尔兰、南非、日本、台灣、马来西亚、韩国 - 第八： 瑞典 - 英国发行量: 600,000以上 - BPI certification: 双白金 - 全世界发行量：767,125 | - 《That's My Goal》 - 《No Promises》 - 《Stand by Me》        |
| 《Breathless 屏息的愛》 - 发行日期: 2007年11月26日 - 各国榜单最高排名: - 第一： 爱尔兰 - 第二： 英国 - 第十五：UWC - 英国发行量: 415,000 - BPI certification: 白金 - 全世界发行量：469,775                                            | - 《If That's OK with You》 - 《No U Hang Up》 - 《Breathless》 |
| 《Obsession 意亂情迷》 - 发行日期: 2010年9月15日 - 各国榜单最高排名: - 英国发行量: - BPI certification: - 全世界发行量： | - 《Gotta Be Somebody》 - 《Obsession》                         |

### 單曲
| 年   | 单曲                       | 榜单排名 | 榜单排名 | 榜单排名 | 榜单排名 | 榜单排名 | Album           |
| 年   | 单曲                       | UK       | IRE      | UWC      | SWE      | NOR      | Album           |
| ---- | -------------------------- | -------- | -------- | -------- | -------- | -------- | --------------- |
| 2005 | 《That's My Goal》         | 1        | 1        | 12       | 57       | —        | 《Shayne Ward》 |
| 2006 | 《No Promises》            | 2        | 1        | —        | 4        | 13       | 《Shayne Ward》 |
| 2006 | 《Stand by Me》            | 14       | 9        | —        | —        | —        | 《Shayne Ward》 |
| 2007 | 《If That's OK with You》1 | 2        | 1        | —        | 45       | —        | 《Breathless》  |
| 2007 | 《No U Hang Up》1          | 2        | 11       | —        | 38       | —        | 《Breathless》  |
| 2007 | 《Breathless》             | 6        | 2        | —        | —        | —        | 《Breathless》  |
| 2008 | "Melt The Snow"            | TBR      | TBR      | TBR      | TBR      | TBR      |                 |

- ^  注解1： 《If That's OK with You》和《No U Hang Up》同时以A面歌曲发行，在爱尔兰独立上榜。

## 巡回演唱
- “2006X Factor 现场”(X Factor Live 2006)
- “2007 肖恩·沃德 现场”(Shayne Ward Live 2007)
- “2008 Breathless 巡回”(The Breathless Tour 2008)